# モヨウハゼ
モヨウハゼ (学名:Acentrogobius pflaummii) は、ハゼの1種。かつてはスジハゼC型と呼ばれていた。

## 分布
北海道から鹿児島までの太平洋側と日本海側、瀬戸内海。

## 形態
全長は8センチほど。体型はやや太短い。体側面には黒色の縦筋模様が入り、暗色斑が並ぶ。青い小斑点が不規則にある。かつて同種とされていた近縁種のスジハゼやツマグロスジハゼとは、尾鰭基底の暗色斑が大きく丸いことで見分けられる。背鰭前方領域に鱗がある。腹鰭先端は黒くないか、黒い部分が狭い。

## 生態
内湾の砂泥底に生息する。水深10-20m前後と、やや深い場所で多く見られる。産卵期は4月下旬から8月下旬である。小型無脊椎動物を捕食する。